# Probach
Probach war ein Ortsteil der Gemeinde Eitorf, an den heute nur noch der Name der Durchgangsstraße erinnert. Früher war Probach ein freiadeliges Gut.
Seit 1417 war der Hof im Besitz der Herren zu Rennenberg.
Zum Besitz gehörten eine Ölmühle und damals auch das Kelterhaus, mit dessen Besitzer sich die Herren von Rennenberg die Jagdrechte teilten. Fischereirechte hatte das Gut am Probach und in der am Besitz gelegenen Sieg. Zum Grundbesitz gehörten am Haus 36 Morgen Ackerland, sieben Morgen Wiesen, 54 Morgen Wald und viereinhalb Morgen Weinberg. Weiter außerhalb gab es an Besitz noch 14 Morgen Ackerland am Erlenberg, 19 Morgen Ackerland in den Auen und beim Viehhof 17 Morgen Erlen und acht Morgen Wiesen. Zudem hatte Probach den Blutzehnten und den Fruchtzehnten an Gut Richardshohn.
Das Haus war von einem Wassergraben umgeben. Dieser war verknüpft mit dem kaiserlichen Recht, dass jemand, der einen Totschlag begangen hatte und sich drei Tage innerhalb des Grabens aufhielt, von seiner Strafe befreit war. Ausnahme war eine vom Landesherrn verlangte Auslieferung.
Bei einem Rechtsstreit im Jahr 1688 klagten sowohl die Erben des Keltershuus als auch die Reichsgräfin Maria Gabriela de Lalaing, eine geborene Gräfin von Hochstraten und Rennenberg, gegen die Erben eines Johann Peltzer aus Köln um das Rittergut Probach. Es sei Eigengut der Herren zu Rennenberg und lediglich seit 1441 verpfändet. Im Zuge des Verfahrens wurde auch der Viehhof taxiert.

## Einwohner
1830 war Probach ein Hof mit acht Bewohner.
1845 hatte der Hof 15 katholische Einwohner in zwei Häusern.
1888 hatte der Ort 28 Bewohner in vier Häusern.
1901 waren hier nur die Haushalte Ackerer Matthias Ersfeld und Verwalter Georg Pfaff verzeichnet.
1925 waren in Probach fünf Haushalte.